# 메타 AI
메타 AI(Meta AI)는 메타(구 페이스북)의 연구 부서로, 인공지능 및 증강 현실 기술을 개발한다.

## 역사
이 그룹은 2013년 페이스북 인공지능 연구(FAIR)라는 이름으로 얀 르쿤을 책임자로 설립되었다. 블라디미르 바프닉은 2014년에 이 그룹에 합류했다. 멘로파크, 영국 런던, 맨해튼에 작업 공간을 두고 있다.
이 그룹은 나중에 파리, 프랑스, 시애틀, 피츠버그, 텔아비브, 몬트리올 및 런던에 연구소를 개설했다. 2016년, FAIR는 구글, 아마존, IBM, 마이크로소프트와 협력하여 인간과 사회에 이로운 인공지능 파트너십을 창설했다.
2018년, IBM의 빅 데이터 그룹 전 CTO였던 제롬 페센티(Jérôme Pesenti)가 FAIR의 사장직을 맡았고, 르쿤은 수석 AI 과학자로 물러났다. FAIR는 2018년에 약 200명의 직원을 보유했다.
FAIR의 연구 분야에는 자기 지도 학습, 생성적 적대 신경망, 문서 분류 및 번역, 컴퓨터 비전이 포함된다. FAIR는 딥러닝 모듈인 Torch와 오픈소스 기계 학습 프레임워크인 PyTorch를 2017년에 출시했으며, 이는 이후 테슬라의 오토파일럿 및 우버의 Pyro와 같은 여러 딥러닝 기술에 사용되었다. 같은 해, 두 개의 챗봇이 인간이 이해할 수 없는 언어를 개발했기 때문에 중단되었다는 소문이 거짓으로 퍼졌다. FAIR는 연구가 두려움 때문이 아니라 모델이 언어를 생성하는 방식을 이해하려는 초기 목표를 달성했기 때문에 중단되었다고 설명했다.
FAIR는 페이스북 주식회사가 메타 플랫폼스 주식회사로 리브랜딩됨에 따라 메타 AI로 이름이 변경되었다.

## 가상 비서
메타 AI는 또한 이 팀이 개발한 가상 비서의 이름이며, 현재 메타의 소셜 네트워킹 제품에 챗봇으로 통합되어 있다. 구독 기반 독립형 앱으로도 사용할 수 있다.
이 가상 비서는 2세대 Ray-Ban Meta 스마트 글래스에 사전 설치되어 있으며, 업데이트 후에는 글래스 카메라의 입력을 통합할 수 있다. 또한 퀘스트 2 및 최신 HMD에서도 사용할 수 있다.
2024년 5월부터 이 챗봇은 캐나다를 포함한 여러 언론 매체의 뉴스를 원본 기사에 직접 링크하지 않고 요약하고 있으며, 캐나다에서는 뉴스 링크가 플랫폼에서 금지되어 있다. 보상 및 출처 표시 없이 뉴스 콘텐츠를 사용하는 것은 윤리적, 법적 문제를 야기했으며, 특히 메타가 플랫폼에서 뉴스 가시성을 계속 줄이고 있는 상황에서 더욱 그렇다.

## 현재 연구

### 자연어 처리 및 챗봇
메타 AI는 기계가 자연어를 이해하고 생성하는 능력에 대해 연구한다. 이 팀은 또한 챗봇이 다국어로 소통할 수 있도록 하는 것을 목표로 한다. 여기에는 자연어 처리(NLP) 기술을 다른 언어로 일반화하는 것이 포함되며, 팀은 비지도 기계 번역에 적극적으로 노력한다.

#### 갈락티카
갈락티카는 과학 텍스트 생성을 위해 설계된 대형 언어 모델(LLM)이다. 2022년 11월 15일부터 3일 동안 서비스되었으나, 인종차별적이고 부정확한 콘텐츠를 생성하여 서비스가 중단되었다.

#### 라마
라마는 2023년 2월에 출시된 LLM으로, 7B에서 65B 매개변수를 지원한다. 세 가지 라마 4 모델 중 Scout와 Maverick은 2025년 4월 5일에 출시되었으며, 가장 큰 모델인 Behemoth는 아직 훈련 중이다.

### 하드웨어
메타는 2022년까지 CPU와 자체 맞춤형 칩을 사용했으며, 이후 엔비디아 GPU로 전환했다. 더 큰 네트워크 대역폭과 냉각 요구 사항을 수용하기 위해 여러 데이터 센터를 재설계했다.

#### MTIA v1
메타는 콘텐츠 추천 워크로드를 위해 훈련 및 추론 가속기인 MTIA v1을 개발했다. 이 칩은 TSMC의 7 nm 공정 기술로 제작되었으며 800 MHz의 주파수에서 작동한다. 이 가속기는 FP16 정밀도에서 51.2 TFLOPS를 제공하며, 열 설계 전력 (TDP)은 25 W이다.